# Crkva sv. Josipa u Zenici
Crkva sv. Josipa je rimokatolička crkva u Zenici. Nalazi se u Strossmayerovoj ulici na broju 17.

## Povijest
Samostalna župa Zenica osnovana je 1858. godine sa sjedištem u Crkvici. Sjedište je tu ostalo do 1870. godine kada je izgrađena ova crkva. Prvo je bila posvećena sv. Iliji. Središte je župe sv. Ilije Proroka bilo ovdje, u Popovoj bašti sve do 1910. i izgradnje današnje crkva Sv. Ilije Proroka kamo se preselilo sjedište župe sv. Ilije Proroka. Zadnja misa u staroj crkvi na ovom mjestu slavila se na svetkovinu sv. Josipa 1910. godine.
Oporavkom od rata i epidemija, broj stanovnika naglo je porastao u prostranoj zeničkoj župi. ukazala se potreba za osnutkom nove župe. Župa sv. Ilije prostirala obuhvaćala je cijelu lijevu stranu rijeke Bosne, od ušća Lašve na jugu do Nemile na sjeveru. Puk nije isprve razmišljao o osnutku nove župe nego o restauraciji stare crkve u kojoj bi se makar jednom mjesečno slavila sveta misa, čime bi se način sačuvala svetost mjesta, ali isto tako i uspomena na tešku prošlost. Poslali su zamolbe u Sarajevo, na što je ordinarijat naložio župniku u Crkvici preslušati molitelje i ispita opravdanost zahtjeva. Rezultat je bio da je nadbiskup Ivan Šarić 31. listopada 1935. godine osnovao župu Gornja Zenica sa sjedištem uz staru crkvu. Župa je stavljena pod nebesku zaštitu svetoga Josipa. Tako je Gornja Zenica se izdvojila iz župe Zenica i postala je neovisna župa. Ova je župa jedna od pet zeničkih župa. Smještena je na lijevoj obali rijeke Bosne u jugozapadnom dijelu zeničke kotline. Obuhvaća veliki dio grada te šest prigradskih ruralnih naselja.
Izbor sv. Josipa kao zaštitnika je što se zadnja misa u staroj crkvi slavila na svetkovinu sv. Josipa 1910. godine. Drugi je bio što je bilo logično da Zenica kao radnički grad, s novom župom čiji su stanovnici većinom radnici stavi pod zaštitu sv. Josipa radnika. Nakon 25 godina, 10. listopada 1935. godine u staroj je crkvi služena prva misa. Stara je crkva bila trošna, s tek dobro očuvanim zidovima. Prvi župnik bio je svećenik Vrhbosanske nadbiskupije vlč. Milivoj Čekada, odustao je od preinake i adaptacije te nije obnovio staru, nego na temeljima stare iz 1870. godine 1939. godine izgradio novu crkvu sv. Josipa.
Radovi su bili gotovi 1939. godine, kad je konačno stavljena pod krov i urađen zvonik. Unutarnje uređenje crkve s prekrasnim freskama biblijskih motiva na zidovima radio je umjetnik Josip Gruber iz Slavonskog Broda. Dana 22. studenoga 1943. nadbiskup Ivan Evanđelista Šarić delegirao je župnika Milivoja Čekadu da blagoslovi zvono crkve koje je bilo saliveno kod Kvirina Lebeša u Zagrebu. Filijalna crkva ove župe je u Drivuši.
U krugu vlastitog malog parka tu su i župna kuća, samostan sestara uršulinki i od 2000. Caritasov višenamjenski centar. Nedaleko je i Kazneno-popravni dom Zenica.
Pred proslavu patrona župa ima nadaleko poznate devetnice sv. Josipu, pa devet srijeda prije blagdana sv. Josipa vjernici hodočaste.